# East Pittsburgh
East Pittsburgh és una població dels Estats Units a l'estat de Pennsilvània. Segons el cens del 2000 tenia 2.017 habitants.

## Demografia
Segons el cens del 2000, East Pittsburgh tenia 2.017 habitants, 936 habitatges, i 496 famílies. La densitat de població era de 1.996,8 habitants per quilòmetre quadrat.
Dels 936 habitatges en un 28,2% hi vivien nens de menys de 18 anys, en un 27,7% hi vivien parelles casades, en un 21,8% dones solteres, i en un 47% no eren unitats familiars. En el 43,7% dels habitatges hi vivien persones soles el 18,5% de les quals corresponia a persones de 65 anys o més que vivien soles. El nombre mitjà de persones vivint en cada habitatge era de 2,14 i el nombre mitjà de persones que vivien en cada família era de 2,97.
Per edats la població es repartia de la següent manera: un 25,7% tenia menys de 18 anys, un 6,8% entre 18 i 24, un 29,6% entre 25 i 44, un 20,1% de 45 a 60 i un 17,8% 65 anys o més.
L'edat mediana era de 37 anys. Per cada 100 dones de 18 o més anys hi havia 72,3 homes.
La renda mediana per habitatge era de 21.286 $ i la renda mediana per família de 32.037 $. Els homes tenien una renda mediana de 26.512 $ mentre que les dones 23.050 $. La renda per capita de la població era de 13.391 $. Entorn del 17,5% de les famílies i el 22% de la població estaven per davall del llindar de pobresa.

## Poblacions més properes
El següent diagrama mostra les poblacions més properes.